# Euphyia uniformis
Euphyia uniformis là một loài bướm đêm trong họ Geometridae.